# Fritz Pregl
Fritz Pregl (Liubliana, 3 de setembro de 1869 — Graz, 13 de dezembro de 1930) foi um químico austríaco. Foi laureado com o Prêmio Nobel de Química de 1923, por contribuições fundamentais para a microanálise orgânica quantitativa, um dos quais foi a melhoria do trem de combustão técnica para análise elementar.

## Vida e obra
Pregl nasceu em Liubliana, então parte do Império Austro-Húngaro, filho de pai esloveno e de mãe austríaca. Ele morreu em Graz, Áustria, em 1930.
Estudou na Universidade de Graz, onde foi professor auxiliar de química a partir de 1904. Em 1910 transferiu-se para a Universidade de Innsbruck e três anos mais tarde regressou a Graz como diretor do Instituto de Química Médica.
Suas primeiras pesquisas versaram sobre a constituição química dos ácidos biliares dos animais e humanos. Pelo planejamento e desenvolvimento de métodos de microanálises orgânicas foi honrado com o Nobel de Química de 1923.
Em 1950, o departamento da Universidade de Graz, onde Fritz Pregl tinha trabalhado foi nomeado o Instituto de Química Médica e Laboratório Pregl. Ruas em Graz, Innsbruck, Viena e Klagenfurt foram nomeados após ele.
É autor da obra Die quantitative organische Mikroanalyse (1917).